# Le Mans Series 2004
Le Mans Series 2004 kördes över fyra omgångar. Det blev en nystart för Don Panoz Le Mans Series i Europa efter den enstaka säsongen med European Le Mans Series 2001.

## Tävlingskalender
| Datum        | Tävling             | Segrare LMP1 Team           | Segrare LMP2 Team                           | Segrare GTS Team                            | Segrare GT Team                   |
| Datum        | Tävling             | Segrare LMP1 Förare         | Segrare LMP2 Förare                         | Segrare GTS Förare                          | Segrare GT Förare                 |
| ------------ | ------------------- | --------------------------- | ------------------------------------------- | ------------------------------------------- | --------------------------------- |
| 9 maj        | Monza 1000 km       | Audi Sport UK Veloqx        | PiR Compétition                             | Larbre Compétition                          | Freisinger Motorsport             |
| 9 maj        | Monza 1000 km       | Johnny Herbert Jamie Davies | Marc Rostan Pierre Bruneau                  | Christophe Bouchut Pedro Lamy Steve Zacchia | Stéphane Ortelli Romain Dumas     |
| 4 juli       | Nürburgring 1000 km | Audi Sport UK Veloqx        | Courage Compétition                         | Larbre Compétition                          | Cirtek Motorsport                 |
| 4 juli       | Nürburgring 1000 km | Allan McNish Pierre Kaffer  | Jean-Marc Gounon Alexander Frei Sam Hancock | Christophe Bouchut Pedro Lamy Steve Zacchia | Sascha Maassen Adam Jones         |
| 13 augusti   | Silverstone 1000 km | Audi Sport UK Veloqx        | Courage Compétition                         | Larbre Compétition                          | JMB Racing                        |
| 13 augusti   | Silverstone 1000 km | Allan McNish Pierre Kaffer  | Jean-Marc Gounon Alexander Frei Sam Hancock | Christophe Bouchut Pedro Lamy Steve Zacchia | Stéphane Daoudi Roman Rusinov     |
| 12 september | Spa 1000 km         | Audi Sport UK Veloqx        | Courage Compétition                         | Larbre Compétition                          | Freisinger Motorsport             |
| 12 september | Spa 1000 km         | Johnny Herbert Jamie Davies | Jonathan Cochet Alexander Frei Sam Hancock  | Christophe Bouchut Pedro Lamy Steve Zacchia | Stéphane Ortelli Emmanuel Collard |

## Slutställning
| Klass | Team                      | Bil                       |
| ----- | ------------------------- | ------------------------- |
| LMP1  | Audi Sport UK Team Veloqx | Audi R8                   |
| LMP2  | Courage Compétition       | Courage C65               |
| GTS   | Larbre Compétition        | Ferrari 550-GTS Maranello |
| GT    | Sebah Automotive Ltd.     | Porsche 911 GT3-RS        |